# 奥華子BEST -My Letters-
『奥華子BEST -My Letters-』（おくはなこベスト マイ・レターズ）は、2012年10月17日に発売された奥華子のベストアルバム。

## 解説
6thオリジナルアルバム『good-bye』から8ヶ月ぶりの新作であり、メジャーデビューから8年目で初のベストアルバム。通常盤と生産限定盤の『Special Edition』、完全生産限定盤の『HANAKO BOX』の3形態でのリリース。
通常盤はCD2枚組で、ファン投票等によって選ばれた計30曲を収録。『Special Edition』はこれに加えて未収録曲集とPV集が付属するCD3枚とDVD1枚のセットとなり、さらに『HANAKO BOX』では『Special Edition』の内容に加えてフォトブックやおまけ映像集（+バンダナとステッカー。加えて奥華子公式ウェブサイトで注文したものには奥華子本人の直筆サインが入った別ステッカー）が付属したCD-BOX仕様となっている。

## 収録曲
- 特記ない限り作詞/作曲：奥華子

### DISC I 恋のうた
1. ガーネット (5:17)
  - 編曲：奥華子

4thシングル。
2. 魔法の人 (4:35)
  - 編曲：上杉洋史

2ndシングル。
3. 恋 (2012 Arrange version) (5:21)
  - 編曲：sugarbeans

2ndアルバム『TIME NOTE』収録曲のアレンジバージョン。
4. 最終電車 (5:03)
  - 編曲：上杉洋史

3rdアルバム『恋手紙』収録曲。
5. 変わらないもの (4:40)
  - 編曲：佐藤準

4thシングル「ガーネット」カップリング曲。
6. シンデレラ (4:29)
  - 編曲：島田昌典

12thシングル。
7. 秘密の宝物 (4:53)
  - 編曲：奥華子

5thアルバム『うたかた』収録曲。
8. トランプ (4:46)
  - 編曲：奥華子

11thシングル「ガラスの花」（通常盤）カップリング曲。
9. 夕立 (3:52)
  - 編曲：上杉洋史

1stシングル「やさしい花」カップリング曲。
10. 透明傘 (5:27)
  - 編曲：奥華子

3rdアルバム『恋手紙』収録曲。
11. あなたに好きと言われたい (4:57)
  - 編曲：佐藤準

8thシングル。
12. 一番星 (5:12)
  - 編曲：上杉洋史

4thアルバム『BIRTHDAY』収録曲。
13. 僕の知らない君 (5:13)
  - 編曲：奥華子

5thシングル「小さな星」カップリング曲。
14. 最後の恋 (5:32)
  - 編曲：奥華子

4thアルバム『BIRTHDAY』収録曲。
15. 初恋 (6:09)
  - 編曲：佐藤友亮

10thシングル。

### DISC II 愛のうた
1. やさしい花 (5:12)
  - 編曲：上杉洋史

1stシングル。
2. しあわせの鏡 (5:11)
  - 編曲：上杉洋史

3rdアルバム『恋手紙』収録曲。
3. Birthday (5:21)
  - 編曲：奥華子

4thアルバム『BIRTHDAY』収録曲。
4. 笑って笑って (4:52)
  - 編曲：奥華子

9thシングル。
5. 帰っておいで (3:37)
  - 作詞：奥華子/吉田喜子 作曲/編曲：奥華子

1stアルバム『やさしい花の咲く場所』収録曲。
6. 迷路 (5:25)
  - 編曲：上杉洋史

3rdアルバム『恋手紙』収録曲。
7. 君の笑顔 (4:41)
  - 編曲：奥華子

コンセプト・アルバム『君の笑顔 -smile selection-』収録曲。
8. 二人記念日 (4:32)
  - 編曲：YANAGIMAN

6thアルバム『good-bye』収録曲。
9. Happy days (6:37)
  - 編曲：山田嘉人

9thシングル「笑って笑って」カップリング曲（の『BIRTHDAY』と『君の笑顔 -smile selection-』で収録されたバージョン）。
10. タイムカード (5:44)
  - 編曲：奥華子

2ndアルバム『TIME NOTE』収録曲。
11. 手紙 (5:11)
  - 編曲：佐藤準

6thシングル。
12. そんな風にしか言えないけど (5:12)
  - 編曲：矢野博康

1stアルバム『やさしい花の咲く場所』収録曲。
13. 愛を見つけた場所 (4:38)
  - 編曲：ha-j

新曲。
14. 元気でいてね (2012 Acoustic version) (5:56)
  - 編曲：奥華子

5thアルバム『うたかた』収録曲のアコースティックバージョン。
15. 明日咲く花 (5:24)
  - 編曲：佐藤準

7thシングル。

### DISC III 未収録曲集（Special Edition・HANAKO BOXのみ）
1. 押し花
  - 編曲：奥華子 弦編曲：ha-j
2. 月光
  - 編曲：奥華子
3. それぞれ
  - 編曲：奥華子

9thシングル「笑って笑って」リリース時に歌詞検索サイト「歌ネット」上で行われた企画「アナタが励まされたコトバ」に寄せられたメッセージを元に制作された楽曲。非売品CD「笑って笑ってラジオ」に収録されていた[2]。
4. つながる場所 -野音の歌-
  - 作詞：「E-Tracks Selection」リスナー&奥華子 作曲/編曲：奥華子

エフエム大阪のラジオ番組「FM OSAKA E-tracks Selection」で奥が担当していたコーナー『オクハナの細道〜野音で歌おう!!』においてリスナーとリレー式に制作した歌詞を元に作られた楽曲で、2010年7月に大阪城野外音楽堂で行われたデビュー5周年ライブで披露された[2]。
5. 小さな輝き -a song for Borneo-
  - 編曲：奥華子

エフエム大阪のラジオ番組「LOVE FLAP」内「サラヤ ECO FLAP」の企画として奥が2011年5月にボルネオ島を訪れた際の体験をもとにした楽曲[2]。
6. どさん子華子のうた
  - 作詞：「どさん子華子」リスナー&奥華子 作曲/編曲：奥華子

STVラジオのラジオ番組「奥華子のどさん子華子」番組内でリスナーとリレー式に制作した歌詞を元に作られた楽曲。2011年2月に札幌で行われた路上ライブで初披露[2]。
7. 働くネコ
  - 編曲：奥華子

奥が音楽を担当していたテレビドラマ「ユキポンのお仕事」のDVDソフトのみに収録されていたエンディングテーマ[2]。

### DISC IV PV集（Special Edition・HANAKO BOXのみ）
1. 魔法の人
2. ガーネット
3. 小さな星
4. 手紙
5. 初恋
6. シンデレラ